# Cleary Gottlieb Steen & Hamilton
Cleary Gottlieb Steen & Hamilton LLP, plus connu sous le nom de Cleary Gottlieb, est un cabinet d'avocats international fondé à New York en 1946. 
Cleary Gottlieb dispose de 16 bureaux dans 13 pays, qui regroupent environ 200 associés et plus de mille avocats. Il est l'un des cabinets d’avocats les plus prestigieux au monde, véritable pionnier de la mondialisation du droit comme en témoigne son organisation pleinement intégrée. Le cabinet a ceci de particulier que les bénéfices mondiaux sont répartis de façon égalitaire entre les associés, permettant d'éviter les conflits et unissant les avocats dans un but commun.

## Historique
Le cabinet fut fondé en 1946 lorsque George Cleary, Leo Gottlieb (lawyer) (en), Henry Friendly (en), Mel Steen, Hugh Cox, Fowler Hamilton et George Ball, six associés du cabinet Root, Clark, Buckner & Howland, quittèrent ce dernier pour fonder alors Cleary, Gottlieb, Friendly, & Cox. Le nom de Henry Friendly fut retiré lorsqu'il fut nommé comme juge en 1959.
Le cabinet conseille des entreprises multinationales comme nationales, des institutions financières (banques commerciales, banques d'affaires, fonds d'investissement) ainsi que des gouvernements.

## Le bureau parisien
Le bureau parisien fut fondé dès 1949, il s'agissait alors du premier du cabinet hors des États-Unis. Il compte aujourd'hui une centaine d'avocats, dont 15 associés. Certains avocats de Cleary Gottlieb sont régulièrement cités comme étant les plus importants avocats dans leur domaine de compétence comme Pierre-Yves Chabert, lequel fut entre autres le conseil de Mittal Steel lors de l'OPA hostile lancée sur Arcelor. Plus généralement, le bureau parisien a traité des dossiers aussi divers que ceux de la BNP dans l’acquisition de Paribas et Fortis, du Crédit Lyonnais dans la fusion avec Crédit Agricole, d’Elf dans la fusion avec Total, de Rexel lors de l’acquisition de Hagemayer, de Lafarge lors de l’acquisition du pôle Ciment du groupe Orascom Construction Industries SAE et dans la cession de son activité Plâtres et de sa participation dans Cimpor. Il est également intervenu sur les introductions en Bourse d’Edenred, CFAO, Gaz de France, Crédit agricole, Euronext, JC Decaux, Wanadoo, Equant. Plus récemment, le bureau parisien a conseillé Capgemini, aux côtés du cabinet Darrois Villey Maillot Brochier, dans son OPA amicale sur les actions de Altran Technologies, et au cours du contentieux qui s'est ensuivi devant la Cour d'appel de Paris,.  